# 比華利山別墅

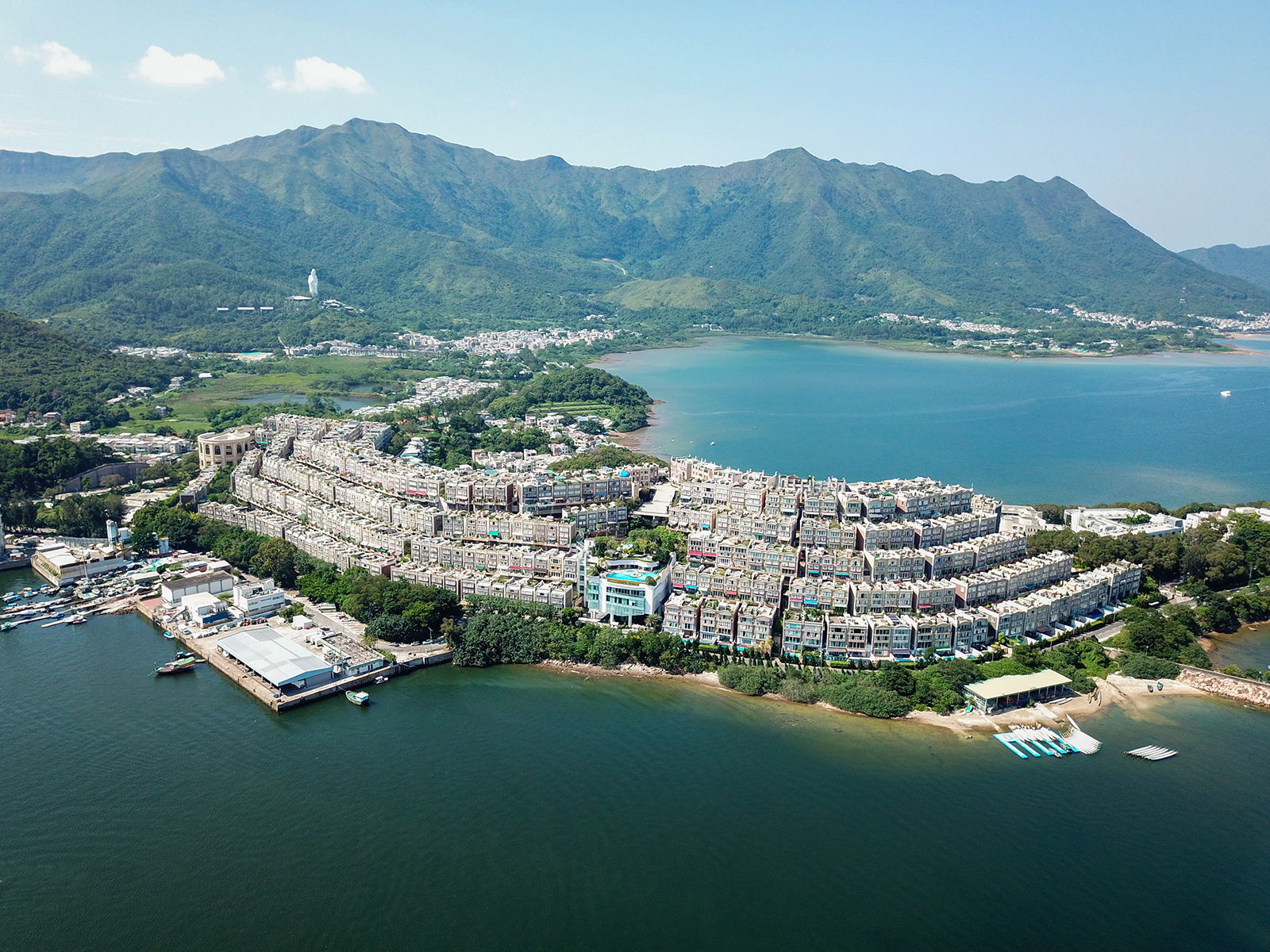
比華利山別墅全貌

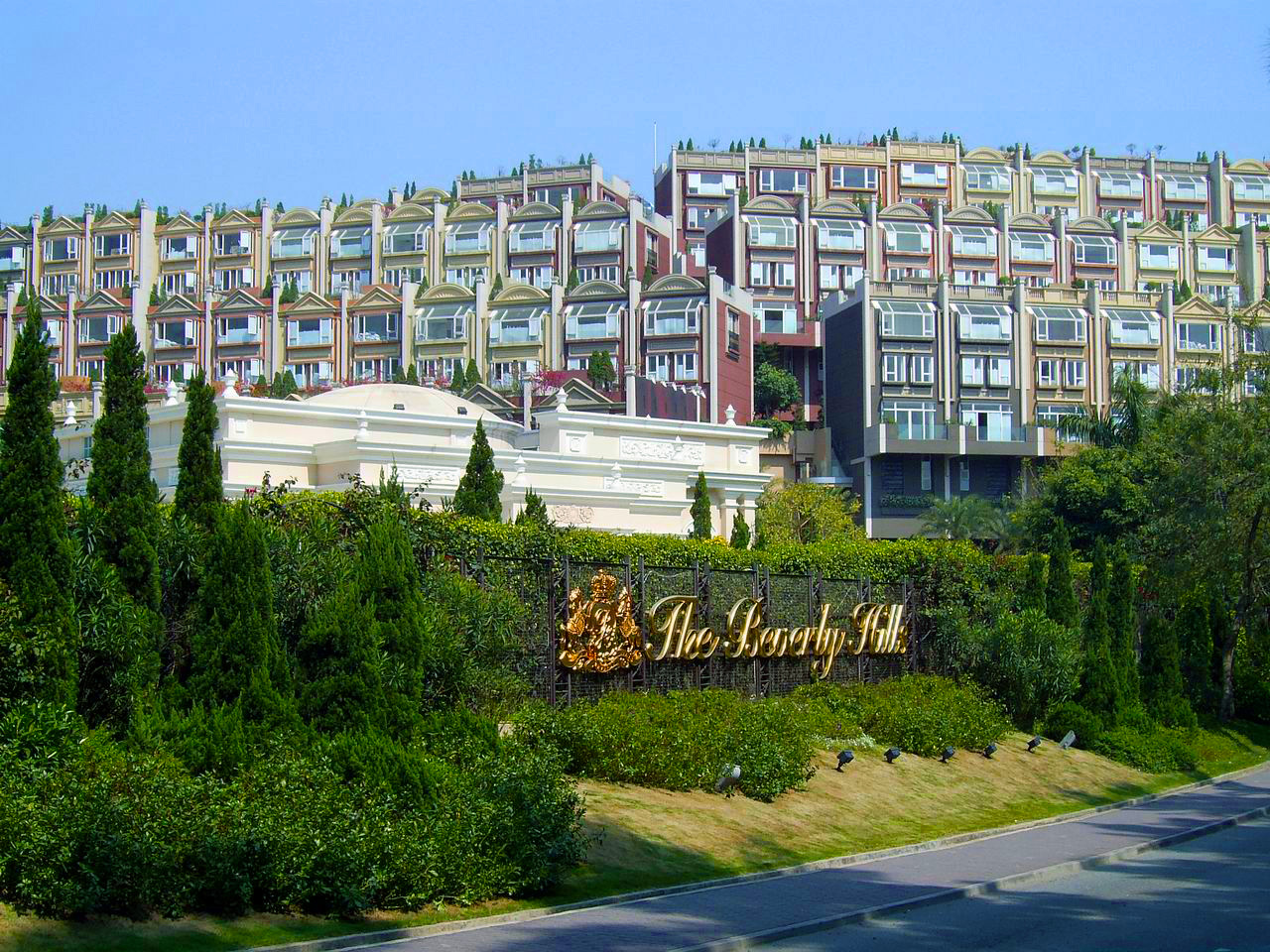
2008年比華利山別墅對出的園藝區，在2014年年中已變成爛地停車場

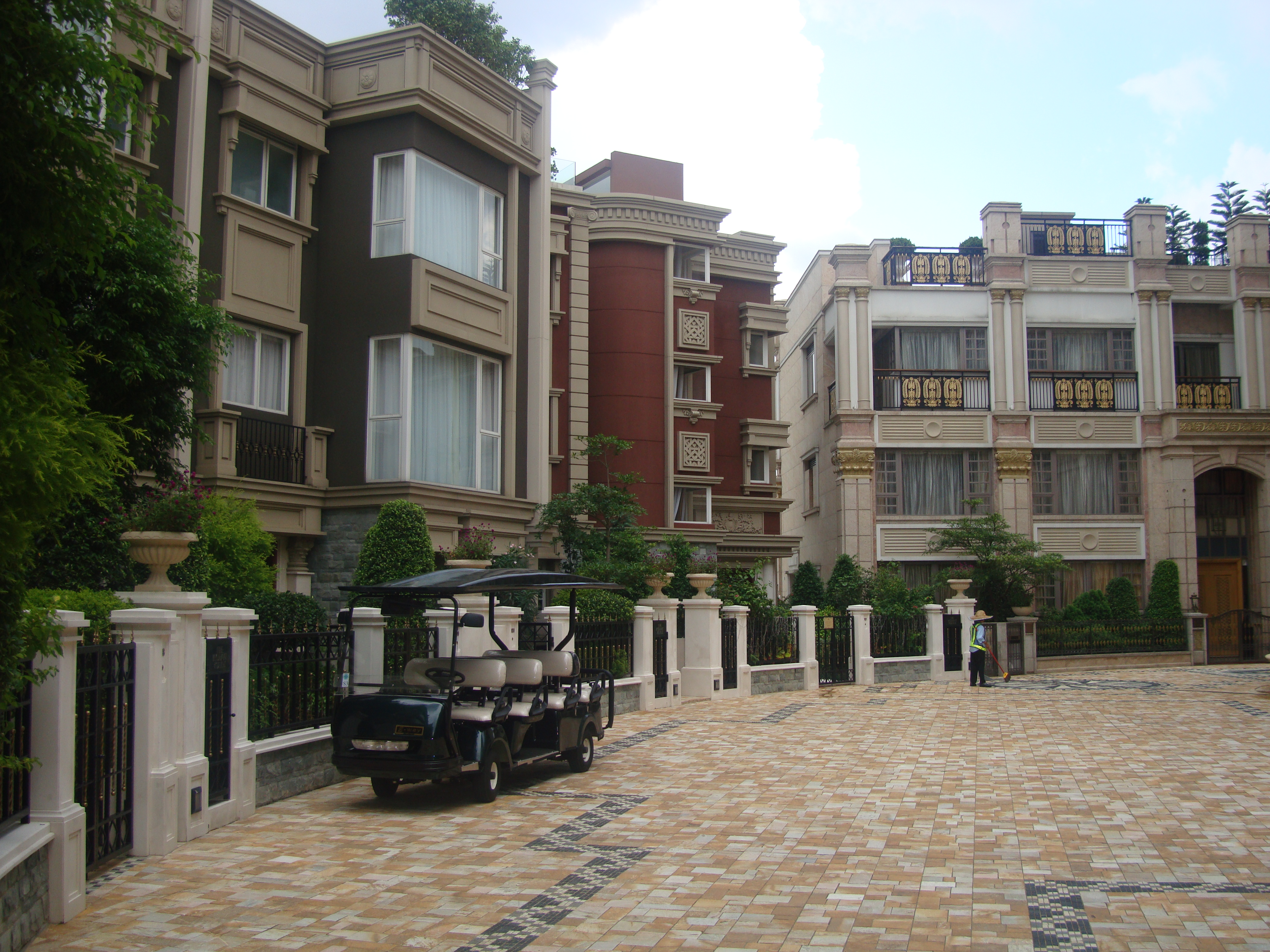
溫莎道

比華利山別墅（英語：The Beverly Hills）是香港的一個超級豪宅,位處大埔三門仔三門仔路，由恒基兆業地產發展。項目分為三期發展，總樓面面積為116.4萬平方呎，共提供535座洋房，其中第1、2期共有372座洋房，而第3期稱為富匯半島（Légende Royale）則有163座洋房。
1997年10月14日，恒基兆業地產當時以56億元購入大埔船灣臨時房屋區地皮，建成大埔比華利山別墅。

## 設施
比華利山別墅所有單位均享有吐露港海景、船灣海及船灣淡水湖或者望八仙嶺山景
比華利山別墅中兩排別墅之間的街道均有獨立的名稱，分別為:
- 銀池道（Boulevard de Fontaine，前稱比華利山別墅第一街）；
- 萊茵道（Boulevard de Cascade，前稱比華利山別墅第二街）；
- 翠樺道（Boulevard de Foret，前稱比華利山別墅第三街）；
- 愛琴道（Boulevard de Mer，前稱比華利山別墅第五街）；
- 湖景道（Boulevard du Lac，前稱比華利山別墅第六街）和
- 溫莎道（Boulevard du Palais，前稱比華利山別墅第七街）。

比華利山別墅第1、2期的洋房於2006年曾經進行改裝工程。比華利山別墅的單位建築面積在2,600平方呎至1.1萬平方呎。間隔是5房以上，每洋房有最少有1個車位。住客會所佔地50萬平方呎，50種設施，將增設室內小型賽車場，賽道350米，還有戶外滑水梯。因會所的公用面積，令此別墅的實用率低。
第1期在2007年第2季入伙，而第2期是住客會所，第3期富匯半島（Légende Royale）在2010年入伙。

## 名人業主
- 陳慧嫻
- 陳豪、陳茵媺 （已經搬出）
- 鄧麗欣
- 謝安琪、張繼聰
- 黃浩、徐淑敏
- 陳芷菁（與丈夫張錦榮）
- 楊茜堯、羅子溢
- 江美儀
- 李柏熙
- 張厚耀

## 工業意外
2006年5月21日，一名57歲保安員及數名地盤工人，在會所門外關閉一扇重型鐵閘時，其中兩節重逾600磅的鐵閘，突然從鉸位鬆脫塌下，保安員走避不及，當場被鐵閘擊中頭顱及壓，救出送院證實死亡，勞工處正調查意外原因。

## 圖集

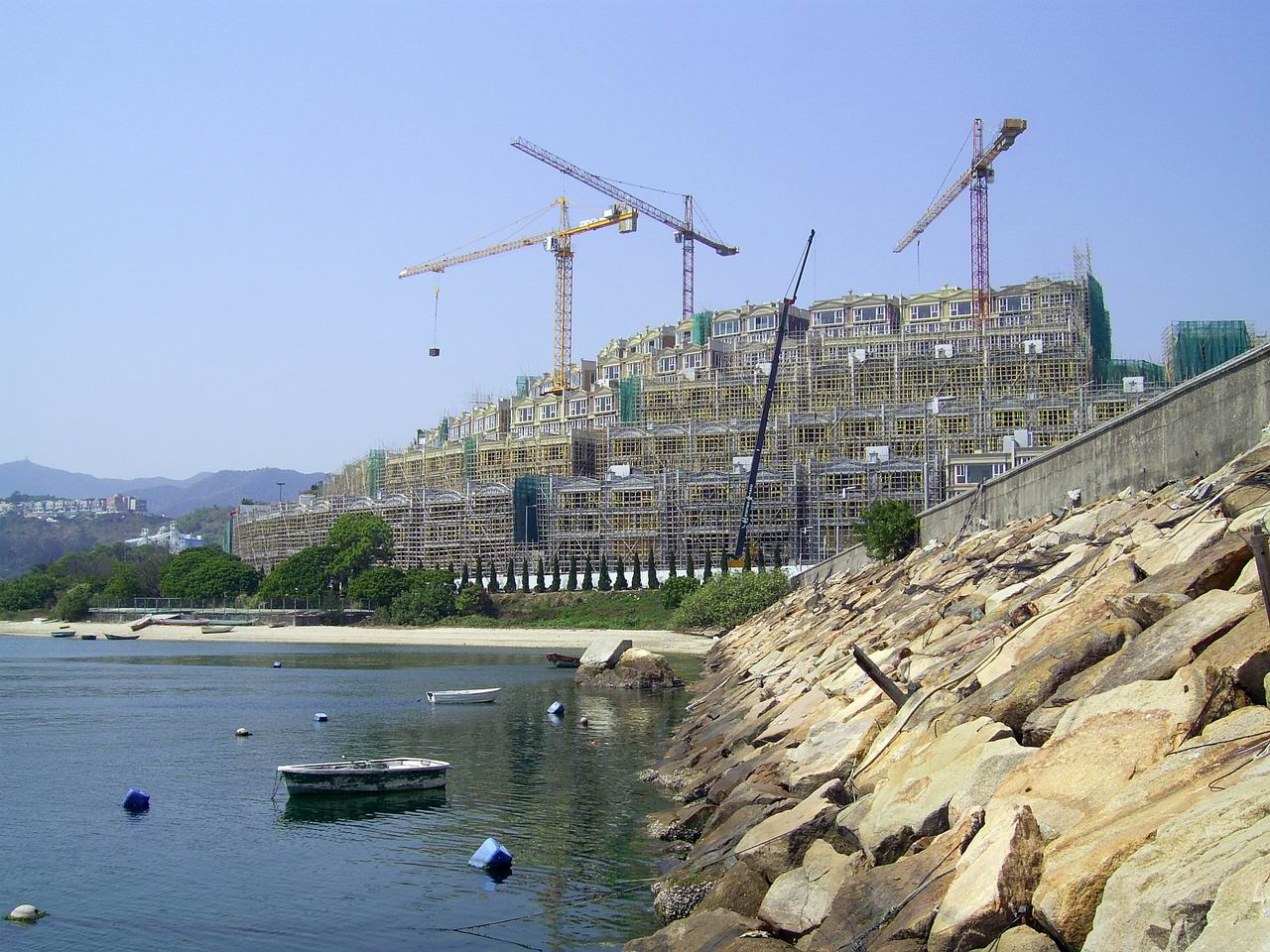
興建中的第三期，命名為富匯半島〈Legende Royale〉（2008年3月）
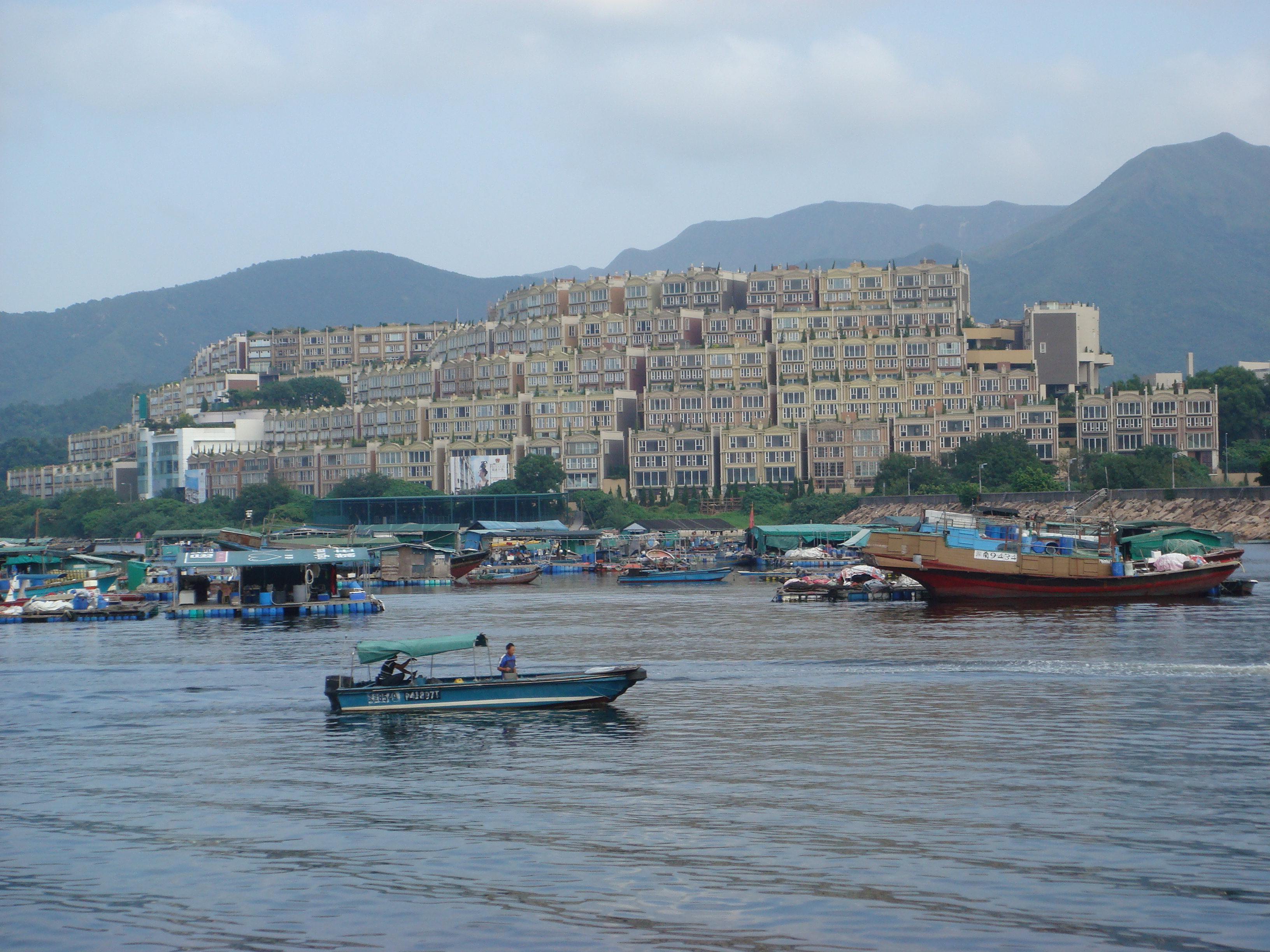
比華利山別墅第三期富匯半島（2010年）
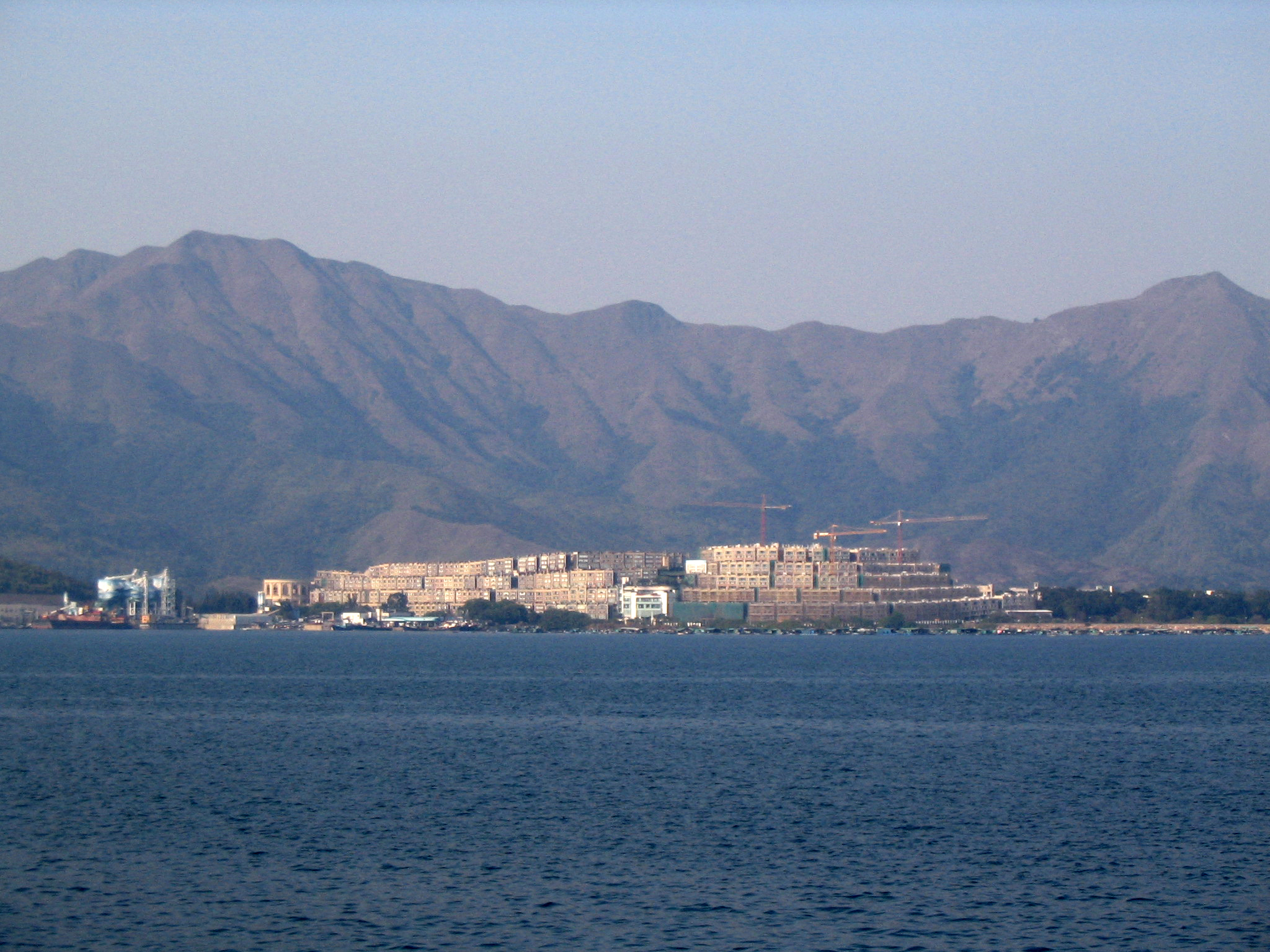
從沙田至大埔的單車徑（近創新路公廁）眺望對岸興建中的比華利山別墅，背景為八仙嶺，前景為吐露港
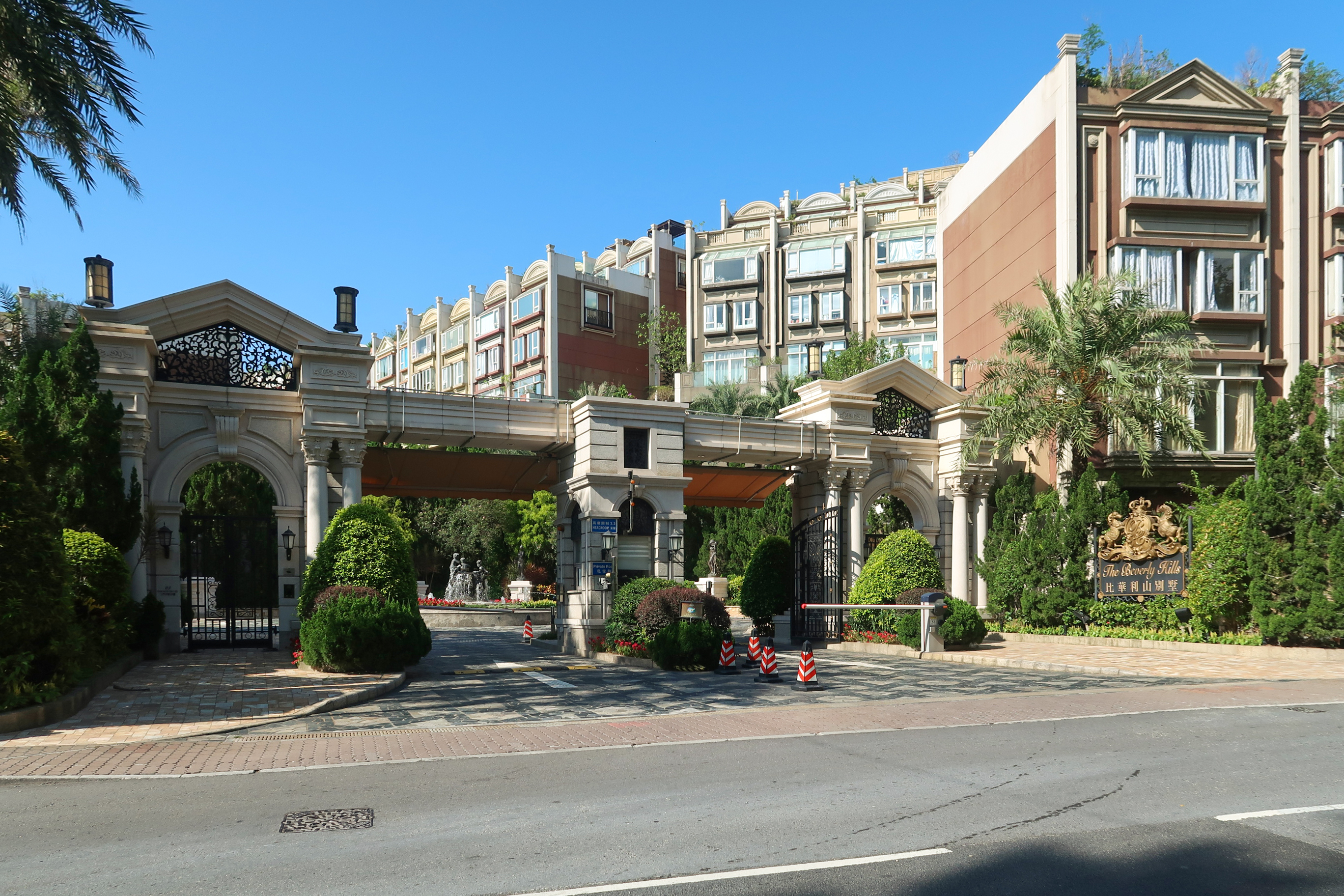
比華利山別墅入口
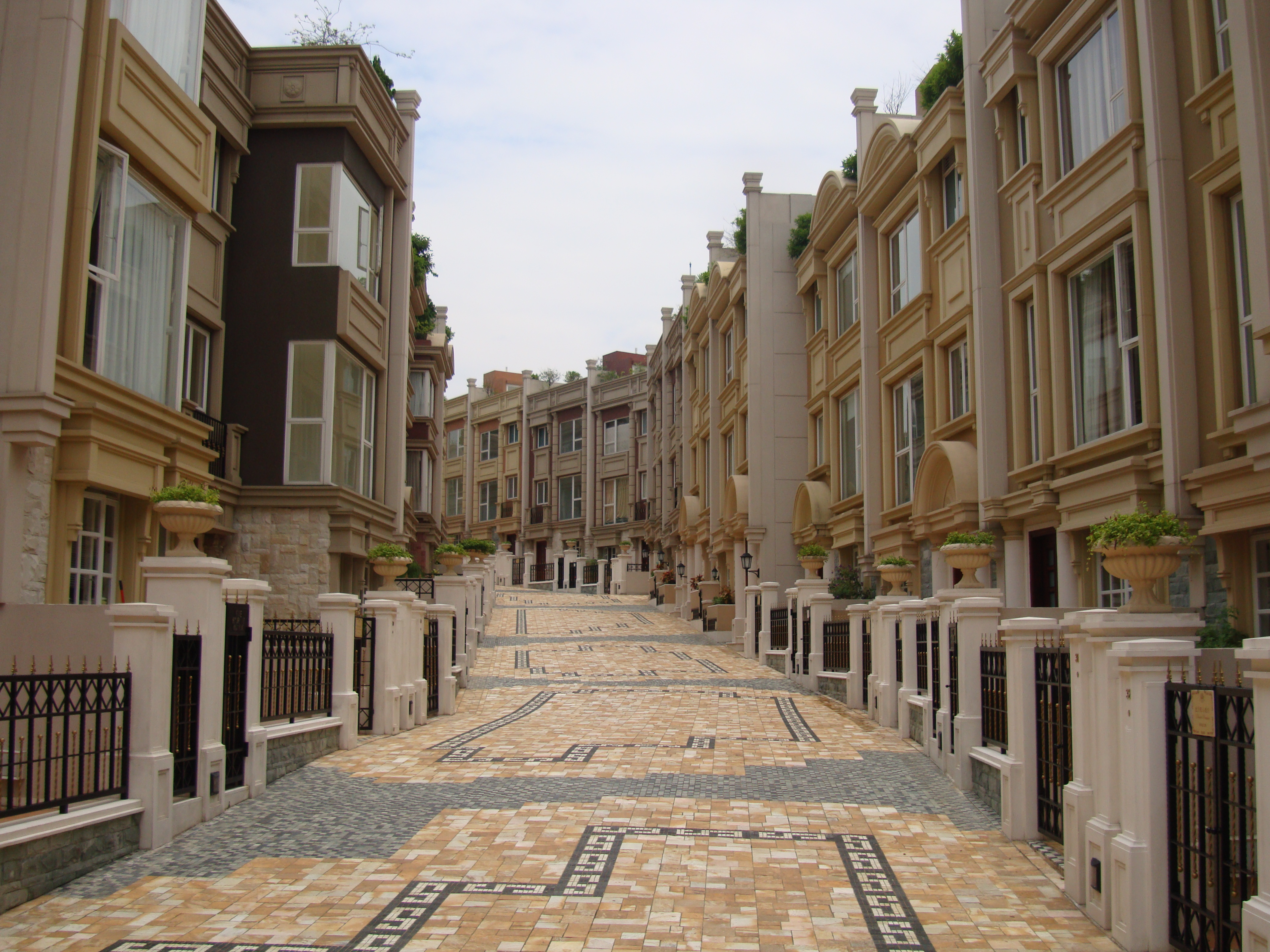
湖景道

## 註腳
1. ↑  .   [2008-03-06]. （原始内容存档于2008-08-12）.
2. ↑  比華利山公園頂排坐擁三重海景 的存檔，存档日期2007-01-27.
3. ↑  . Apple Daily 蘋果日報.   [2017-03-08]. （原始内容存档于2017-03-09）.

## 外部連結
- 比華利山別墅官方網站
- 香港樓盤廣告 - 比華利山別墅

22°27′34″N 114°12′21″E / 22.459334°N 114.205963°E